# تپه آجرپزی ۷
تپه آجرپزی ۷ مربوط به دوران پارینه‌سنگی جدید است و در شهرستان کرمانشاه، بخش مرکزی، دهستان دورود فرامان، ۱/۲ کیلومتری جنوب روستای حصارسفید واقع شده و این اثر در تاریخ ۲۶ اسفند ۱۳۸۷ با شمارهٔ ثبت ۲۵۵۲۲ به‌عنوان یکی از آثار ملی ایران به ثبت رسیده است.